# Eublemma flavia
Eublemma flavia là một loài bướm đêm trong họ Erebidae.